# Cédric Pioline
Cédric Pioline (* 15. Juni 1969 in Neuilly-sur-Seine) ist ein ehemaliger französischer Tennisspieler.

## Karriere
Pioline spielte auf der ITF Junior Tour die Juniorenausgabe der French Open 1987, wo er im Einzel und Doppel in den ersten Runden ausschied.
Pioline, der 1989 Tennisprofi wurde, stand zweimal im Endspiel eines Grand-Slam-Turniers: 1993 bei den US Open und 1997 in Wimbledon. Er musste sich jeweils Pete Sampras geschlagen geben.
Er gewann insgesamt fünf Einzel- und einen Doppeltitel, darunter einen bei einem Masters-Turnier in Monte Carlo. Seine höchste Platzierung in der ATP-Weltrangliste erreichte er im Jahr 2000 mit Platz 5.
Ab 1994 spielte er insgesamt 36 Partien für die französische Davis-Cup-Mannschaft, bei denen er 22 Siege erringen konnte (seine Einzelbilanz: 18:11).
2002 beendete er seine Karriere.

## Persönliches
Sein französischer Vater und seine rumänische Mutter waren beide Volleyballspieler.
2011 nahm er an der zweiten Staffel der Tanzshow Danse avec les stars teil.

## Erfolge
| Legende                                                   |
| Grand Slam                                                |
| Tennis Masters Cup                                        |
| ATP Masters Series (1)                                    |
| ATP Championship Series ATP International Series Gold (1) |
| ATP World Series ATP International Series (4)             |
| ATP Challenger Series (1)                                 |

| ATP-Titel nach Belag |
| Hartplatz (1)        |
| Sand (3)             |
| Rasen (1)            |
| Teppich (1)          |

### Einzel

#### Turniersiege

##### ATP Tour
| Nr. | Datum            | Turnier     | Belag         | Finalgegner     | Ergebnis        |
| --- | ---------------- | ----------- | ------------- | --------------- | --------------- |
| 1.  | 17. März 1996    | Kopenhagen  | Teppich (i)   | Kenneth Carlsen | 6:2, 7:67       |
| 2.  | 4. Mai 1997      | Prag        | Sand          | Bohdan Ulihrach | 6:2, 5:7, 7:64  |
| 3.  | 19. Juni 1999    | Nottingham  | Rasen         | Kevin Ullyett   | 6:3, 7:5        |
| 4.  | 20. Februar 2000 | Rotterdam   | Hartplatz (i) | Tim Henman      | 6:73, 6:4, 7:64 |
| 5.  | 23. April 2000   | Monte Carlo | Sand          | Dominik Hrbatý  | 6:4, 7:63, 7:66 |

##### Challenger Tour
| Nr. | Datum            | Turnier | Belag     | Finalgegner      | Ergebnis |
| --- | ---------------- | ------- | --------- | ---------------- | -------- |
| 1.  | 22. Oktober 1990 | Brest   | Hartplatz | Richard Krajicek | 6:3, 6:4 |

#### Finalteilnahmen
| Nr. | Datum            | Turnier         | Belag         | Finalgegner        | Ergebnis       |
| --- | ---------------- | --------------- | ------------- | ------------------ | -------------- |
| 1.  | 19. Oktober 1992 | Lyon (1)        | Teppich (i)   | Pete Sampras       | 4:6, 2:6       |
| 2.  | 19. April 1993   | Monte Carlo (1) | Teppich (i)   | Sergi Bruguera     | 6:72, 0:6      |
| 3.  | 30. August 1993  | US Open         | Hartplatz     | Pete Sampras       | 4:6, 4:6, 3:6  |
| 4.  | 10. Oktober 1993 | Toulouse        | Hartplatz     | Arnaud Boetsch     | 6:75, 6:3, 3:6 |
| 5.  | 17. Oktober 1993 | Bozen           | Teppich (i)   | Jonathan Stark     | 6:3, 6:2       |
| 6.  | 18. Oktober 1993 | Lyon (2)        | Teppich (i)   | Pete Sampras       | 6:75, 6:1, 5:7 |
| 7.  | 29. August 1994  | Long Island     | Hartplatz     | Jewgeni Kafelnikow | 7:5, 1:6, 2:6  |
| 8.  | 29. Januar 1996  | Zagreb          | Teppich (i)   | Goran Ivanišević   | 6:3, 3:6, 2:6  |
| 9.  | 18. Februar 1996 | Marseille       | Hartplatz (i) | Guy Forget         | 5:7, 4:6       |
| 10. | 23. Juni 1997    | Wimbledon       | Rasen         | Pete Sampras       | 4:6, 2:6, 4:6  |
| 11. | 2. März 1998     | London          | Teppich       | Jewgeni Kafelnikow | 5:7, 4:6       |
| 12. | 27. April 1998   | Monte Carlo (2) | Sand          | Carlos Moyá        | 3:6, 0:6, 5:7  |

### Doppel

#### Turniersiege
| Nr. | Datum         | Turnier | Belag | Partner     | Finalgegner                    | Ergebnis      |
| --- | ------------- | ------- | ----- | ----------- | ------------------------------ | ------------- |
| 1.  | 10. Juli 1993 | Gstaad  | Sand  | Marc Rosset | Hendrik Jan Davids Piet Norval | 6:3, 3:6, 7:6 |

#### Finalteilnahmen
| Nr. | Datum            | Turnier | Belag       | Partner         | Finalgegner                    | Ergebnis  |
| --- | ---------------- | ------- | ----------- | --------------- | ------------------------------ | --------- |
| 1.  | 3. November 2002 | Paris   | Teppich (i) | Gustavo Kuerten | Nicolas Escudé Fabrice Santoro | 3:6, 6:76 |

## Auszeichnungen
- 1996: Weltmannschaft des Jahres mit der französischen Davis-Cup-Mannschaft bei der Wahl der Gazzetta dello Sport (gemeinsam mit Arnaud Boetsch, Guy Forget und Guillaume Raoux)